# وشه
وشه (به مجاری:  Vése) یک منطقهٔ مسکونی در مجارستان است که در ناحیه مارتسالی واقع شده‌است. وشه ۴۲٫۹۲ کیلومتر مربع مساحت و ۷۵۱ نفر جمعیت دارد.